# Bolesław Siestrzeńcewicz
Bolesław Bohusz-Siestrzeńcewicz (ur. 10 lipca 1868 w majątku Niemenczynek na Wileńszczyźnie, zm. 22 stycznia 1940 w Wilnie) – generał brygady Wojska Polskiego, wyznania ewangelicko-reformowanego.

## Życiorys
Bolesław Siestrzeńcewicz urodził się w rodzinie ziemianina Stanisława  (1834–1897) i jego żony Konstancji z Wolanów, wywodził się ze starej rodziny kalwińskiej. Jego młodszym bratem był malarz Stanisław Bohusz-Siestrzencewicz (1869–1927). 
Korpus Kadetów ukończył w Połocku. We wrześniu 1887 roku wstąpił do Konstantynowskiej Szkoły Artylerii w Petersburgu. W sierpniu 1889 roku zdał egzamin oficerski. W 1908 roku ukończył Wyższą Szkołę Oficerów Artylerii w Carskim Siole. Do wybuchu I wojny światowej pełnił służbę zawodową na różnych stanowiskach w artylerii armii rosyjskiej.
31 lipca 1914 roku w stopniu podpułkownika został oddelegowany do Odessy w celu formowania nowych oddziałów artylerii polowej, po skompletowaniu których wyruszył na front. W czasie działań wojennych przez trzy lata dowodził jednostkami artylerii, począwszy od baterii, a skończywszy na dywizjonie w 125 Brygadzie Artylerii na Froncie Południowo-Zachodnim.
22 września 1917 przeszedł do I Korpusu Polskiego. 27 grudnia został mianowany dowódcą pułku artylerii moździerzowej, który miał być sformowany w Witebsku. Z powodu braku sprzętu sformowano jedynie I dywizjon artylerii moździerzowej, którym objął dowodzenie. W marcu 1918 roku został naczelnikiem Szkoły Oficerów Artylerii w Bobrujsku. Po rozformowaniu szkoły i demobilizacji I Korpusu Polskiego przybył do Polski.
13 listopada 1918 roku wstąpił do Wojska Polskiego, otrzymując przydział do Departamentu Artyleryjskiego Ministerstwa Spraw Wojskowych, jako oficer do zleceń. W styczniu 1919 roku przybył do Poznania i rozkazem generała Józefa Dowbor-Muśnickiego został wyznaczony na stanowisko dowódcy artylerii Armii Wielkopolskiej. Następnie był szefem Ekspozytury Departamentu V Uzbrojenia Ministerstwa Spraw Wojskowych w Poznaniu. W czerwcu 1919 roku został mianowany generałem brygady przez Naczelną Radę Ludową w Poznaniu, po czym zweryfikowany jako tytularny generał brygady.
W marcu 1921 roku objął funkcję kierownika Zarządu Centralnych Zakładów Uzbrojenia w Poznaniu. 9 listopada 1923 roku Prezydent RP przemianował go z dniem 1 listopada 1923 roku na oficera zawodowego w stopniu rzeczywistego generała brygady ze starszeństwem z dniem 1 czerwca 1919 roku i 22,5 lokatą w korpusie generałów.
W latach 1923–1924 kierował Zbrojownią nr 2 w Poznaniu. Potem na stanowiskach w Ministerstwie Spraw Wojskowych. Z dniem 1 marca 1927 roku został mu udzielony dwumiesięczny urlop z zachowaniem uposażenia, a z dniem 30 kwietnia 1927 roku został przeniesiony w stan spoczynku. Mieszkał w Warszawie. 
Zmarł 22 stycznia 1940 roku w Wilnie. Został pochowany na cmentarzu ewangelickim w Wilnie (grób zniszczony). Był żonaty z Zofią Bohusz-Siestrzeńcewicz.

## Awanse
- podporucznik – 1889
- porucznik – 1890
- kapitan – 1913
- podpułkownik – 1914
- pułkownik – 1919
- generał brygady – listopad 1923

## Ordery i odznaczenia
- Złoty Krzyż Zasługi (28 września 1925)[4]
- Krzyż Walecznych
- Medal Zwycięstwa („Médaille Interalliée”) – 1925[5]
- Order św. Włodzimierza 4 stopnia (Imperium Rosyjskie)
- Order św. Anny 2, 3 i 4 stopnia (Imperium Rosyjskie)
- Order Świętego Stanisława 2 i 3 stopnia (Imperium Rosyjskie)